# Пјер Лоти
Пјер Лоти (фр. Pierre Loti), правим именом Луј Маро Жилијен Вио (фр. Louis Marie-Julien Viaud; Рошфор, 14. јануар 1850 — Андеј, 23. јун 1923), био је француски морнарички официр и књижевник; романописац импресионист којег су привукли ретки и непознати пејзажи и цивилизације: Лотијева женидба (1882), Moj брат Ив (1883), Исландски рибар (1886), Рамунчо (1897). Блистав успех овог неоромантичарског писца непосредно је био везан за његов површни сентиментални егзотизам.
Био је члан Француске академије, на позицији 13, у периоду 1891—1923. Пријатељ, а једно време и импресарио му је био књижевни критичар, путописац и јувелир из Париза, кнез Божидар Карађорђевић, син Карађорђевог унука Ђорђа Карађорђевића.

## Биографија
Отац Пјера Лотија, Теодор (Théodore) постао је протестант непосредно пре венчања, али је мајка Hадин Тексије (Nadine Texier) потицала из протестантске породице, па је био аскетски васпитаван: ишао је у протестанстку школу, посећивао баку и читао Библију сваки дан са својом породицом. Са 10 година је желео да постане пастор. Али због близине мора, снова његовог брата, који је био 15 година старији од њега, и прича повратника из колонија, маштао је и да путује. Касније, брат му је умро у Бенгалском заливу  а породица запала у финансијске тешкоће. Отишао је у Париз 1866, уписао се у Морнаричку школу, и 1869. кренуо на своје прво путовање по Медитерану. Почео је да пише чланке које је слао у Француску, илустроване изванредним цртежима. Напредовао је и у каријери, пропутовао је многе земље: Тахити, Далеки исток - Сајгон, Формоза, Јапан, а свој дом је декорисао на ексценричан начин, користећи егзотичне сувенире са ових далеких путовања. Оженио се 1886. са Бланш Фран Ферије (Blanche Franc de Ferrière) која је била блага и послушна жена. Одликован је Великим крстом Легије части 1922. 
Пјер Лоти је био прилично парадоксна личност: са једне стране није никад заборавио своје провинцијско порекло и дуго је тражио духовно испуњење. Са друге стране, био је заслепљен сјајем славе и новца. Тако да се и његов рад може посматрати из два угла: полу-аутобиографске, помало сентименталне старомодне приче, насупрот бајки човека чија је страст била да пропутује читав свет.

## Књижевни рад
Пјер Лоти је свој први роман "Азијада" објавио 1879. године. То је полу-аутобиографски текст базиран на пишчевом дневнику из 1876. и 1877. године, када је као млади француски морнарички официр боравио у Грчкој и Истамбулу. У овој неуобичајеној комбинацији дневника и романа могу се наћи занимљиви описи истамбулшких улица, тргова, кућа, базара, кафана, џамија, гробља, итд. у којима посебно долази до изражаја Лотијево дивљење према турској култури. Ту се одвија љубавна веза између Азијаде, жене из харема и енглеског официра Лотија.
Главнину његовог опуса чине романи који су често писани у првом лицу и у којима аутор описује своје пролазне љубавне везе у разним деловима света (у Турској, на Тахитију, у Сенегалу, Јапану итд.): "Азијада", "Лотијева женидба", "Роман једног спахије", "Госпођа Кризантема". Осим далеких земаља занимају га и покрајине Бретања и Баскија: њихове је једноставне и побожне становнике који негују древне обичаје и посебан однос са природом приказао у романима "Мој брат Ив", "Исландски рибар", и "Рамунчо". Његова родна кућа у Рошфору 1970-тих је претворена у музеј.

## Занимљивости
У Истанбулу постоји Пјер Лоти хотел, као и Пјер Лоти Кафе, на узвишењу са кога се пружа најлепши поглед на град. Данас његове романе описују као мешавину клишеа и фантазије, и вероватно би био заборављен да није знао где да пије чај, па његово име не чува литература, већ ова кафана.